# Malvina Gruber
Malvina Gruber geb. Hofstädter (geboren 6. Dezember 1906 in Zsámbokrét (Nyitra), Königreich Ungarn; verstorben nach 1952) war eine jüdische Komintern-Agentin. Während der deutschen Besetzung Belgiens und Frankreichs im Zweiten Weltkrieg arbeitete sie in Brüssel und Paris zunächst als Agentin gegen, von 1942 bis 1944 für die Deutschen, und wird der „Roten Kapelle“ zugerechnet.

## Leben
Sie war jüdischer Religion und besaß die tschechoslowakische Staatsangehörigkeit. Nach den biographischen Skizzen des CIA-Berichts über die Mitglieder der „Roten Kapelle“ aus dem Jahr 1979 war sie die Ehefrau von Adolf Gruber, einem Tschechen ungarischer Herkunft, der seit 1938 im Vereinigten Königreich lebte, und Mutter von sechs Kindern. Sie war die Geliebte von Abraham Rajchmann, der als Pass- und Dokumentenfälscher vornehmlich im eigenen finanziellen Interesse arbeitete und ebenfalls der „Roten Kapelle“ zugerechnet wird. Zwischen 1938 und 1942 leistete sie Kurierdienste für Rajchmann und diente als Verbindungsmann zwischen Rajchmann in Brüssel und Leopold Trepper, dem Chef der „Roten Kapelle“ in Paris. Nach der deutschen Besetzung von Belgien und Frankreich im Jahr 1940 eskortierte sie Personen zwischen Brüssel und Paris.
Am 2. September 1942 wurde Rajchmann und am 12. Oktober 1942 Gruber in Brüssel von der deutschen Abwehr verhaftet. Rajchmann und Gruber arbeiteten nun bis 1944 für die deutsche Abwehr und unterwanderten im Sinne der deutschen Abwehr antifaschistische Gruppierungen in Paris und Brüssel bzw. trugen zu der Verhaftung von Widerständlern bei.
Nach Kriegsende wurde sie aus Belgien ausgewiesen und reiste im Oktober 1945 über Deutschland in die Tschechoslowakei. Im August 1946 wurde sie in Deutschland verhaftet. Im August 1947 war sie in Belgien inhaftiert. Im Februar 1949 wurde sie durch das Militärgericht der Provinz Brabant in Brüssel wegen Denunziation und Betrugs zu zehn Jahren Gefängnis verurteilt. Im Dezember 1951 kam sie frei und wohnte als ehemalige jüdische KZ-Insassin und Opfer der NS-Herrschaft in einem jüdischen Altersheim in München. Sie reiste dann weiter zu ihren Kindern nach Israel und war nach einem Bericht von 1952 weiter als Geheimagentin tätig.
Bei Kesaris sind ihr Geburtsjahr und ihr Geburtsort unrichtig wiedergegeben, ähnlich bei Coppi. Bessere Angaben, nämlich geboren in Jambokretz, Tschechoslowakei, am 6. Dezember 1906 finden sich in der amtlichen Publikation des Gerichtsurteils vom Februar 1949 im königlich belgischen Staatsanzeiger. Im Geburtsregister von Zsámbokrét (Nyitra) wurde ihre Geburt am 7. Dezember 1906 beurkundet.

## Belege
1. ↑  
Guillaume Bourgeois: La véritable histoire de l'orchestre rouge. Nouveau Monde Editions, Paris 2015, ISBN 978-2-36942-067-5, S. 59 (mit Bild) (französisch, eingeschränkte Vorschau in der Google-Buchsuche).
2. 1 2 3  
Paul L. Kesaris: The Rote Kapelle: the CIA's history of Soviet intelligence and espionage networks in Western Europe, 1936–1945. Hrsg.: University Publications of America. 2. Auflage. Washington DC 1986, ISBN 0-89093-203-4, S. 285–286 (englisch, archive.org [abgerufen am 20. April 2021]).
3. ↑  
Hans Coppi junior: Die „Rote Kapelle“ im Spannungsfeld von Widerstand und nachrichtendienstlicher Tätigkeit. Der Trepper-Report vom Juni 1943. In: Karl Dietrich Bracher, Hans-Peter Schwarz, Horst Möller (Hrsg.): Vierteljahrshefte für Zeitgeschichte. Band 44, Nr. 3. Institut für Zeitgeschichte, Juli 1996, ISSN 0042-5702, S. 431–459 (archive.org [PDF; abgerufen am 20. April 2021]).
4. ↑  
Königreich Belgien: Publication prévue par l'article 123octies du Code pénal. In: Moniteur Belge / Belgisch Staatsblad. Nr. 187, 6. Juli 1949, S. 6358 (französisch, eingeschränkte Vorschau in der Google-Buchsuche).
5. ↑  
Königreich Belgien: Publication prévue par l'article 123octies du Code pénal. In: Moniteur Belge / Belgisch Staatsblad. Nr. 335, 1. Dezember 1949, S. 10664 (französisch, eingeschränkte Vorschau in der Google-Buchsuche).

| Personendaten    | Personendaten                         |
| ---------------- | ------------------------------------- |
| NAME             | Gruber, Malvina                       |
| ALTERNATIVNAMEN  | Hofstädter, Malvina (Geburtsname)     |
| KURZBESCHREIBUNG | tschechoslowakische Komintern-Agentin |
| GEBURTSDATUM     | 6. Dezember 1906                      |
| GEBURTSORT       | Zsámbokrét (Nyitra)                   |
| STERBEDATUM      | nach 1952                             |